# الفن المعماري التصوري
الفن المعماري التصوري هو شكل من أشكال العمارة التي تستخدم المذهب التصوري، وتتميز بوجود مقدمة عن أفكار أو مفاهيم من خارج مجال العمارة كوسيلة لتوسيع نطاق النظام المعماري. وينتج ذلك نوعًا من البناء يختلف جذريًا عن البناء الذي يتم على غرار النماذج الكثيرة التي يقوم ببنائها "أعظم مهندسي العمارة"، وفيها تكون الحرفة والبناء هي المبادئ التوجيهية. وتقل أهمية المبنى النهائي كمنتج في الفن المعماري التصوري عن الأفكار التي توجهه، وتتمثل الأفكار بشكل أساسي في النصوص أو الرسوم البيانية أو التركيبات. ومن المهندسين المعماريين الذين نجحوا في هذا الأسلوب ديلر وسكوفيديو، و برنارد تشومي، وبيتر أيزنمان، وريم كولهاس.
تم استعراض الفن المعماري التصوري في مقال بعنوان، ملاحظات خاصة بالفن المعماري التصوري: نحو التعريف والذي كتبه بيتر أيزنمان في عام 1970، وتم استعراضه مرة أخرى في مجلة هارفارد للتصميمات في خريف عام 2003 وشتاء عام 2004، في مجموعة من المقالات التي تحمل عنوان الفن المعماري باعتباره فنًا تصوريًا. ولكن فهم التصميم باعتباره بناءً للتصور كان أمرًا مفهومًا أيضًا من جانب العديد من المهندسين المعماريين في عصر الحداثة. على حد تعبير لويس كان تعقيبًا على فرانك لويد رايت:
لم تنجح، ولم يكن يتعين عليها أن تنجح. فقد كان لرايت الشكل الذي تصوره طويلاً قبل أن يعرف ماذا كان يجري فيه. أنا أدعي أن هذا هو المكان الذي تبدأ فيه العمارة، إنه التصور.

## تعريف آخر
يمكن وصف الفن المعماري التصوري، بأنه الفن المعماري الذي يقوم في أساسه على ما يلي: الفكرة، أو الرأي، أو المفهوم، أو الفلسفة، أو الإلهام، أو النظرية، بحيث تصبح هذه الفكرة أو الإلهام هي العامود الفقري للبناء، وهي هويته التي تبرز في شكله النهائي.